# Tehelné pole
El Tehelné pole (en alemán: Ziegelfeld; en húngaro: Téglamezö; en castellano: «campo de ladrillo»), también llamado Estadio Nacional de Fútbol (en checo: Národný futbalový štadión) es un estadio de fútbol situado en la ciudad de Bratislava, Eslovaquia. El estadio, totalmente reconstruido entre 2016 y 2018, fue reinaugurado el 3 de marzo de 2019 y posee una capacidad para 22 500 espectadores. Es utilizado principalmente para los encuentros como local del Slovan Bratislava, de la Superliga de Eslovaquia, y de la selección de fútbol.

## Historia

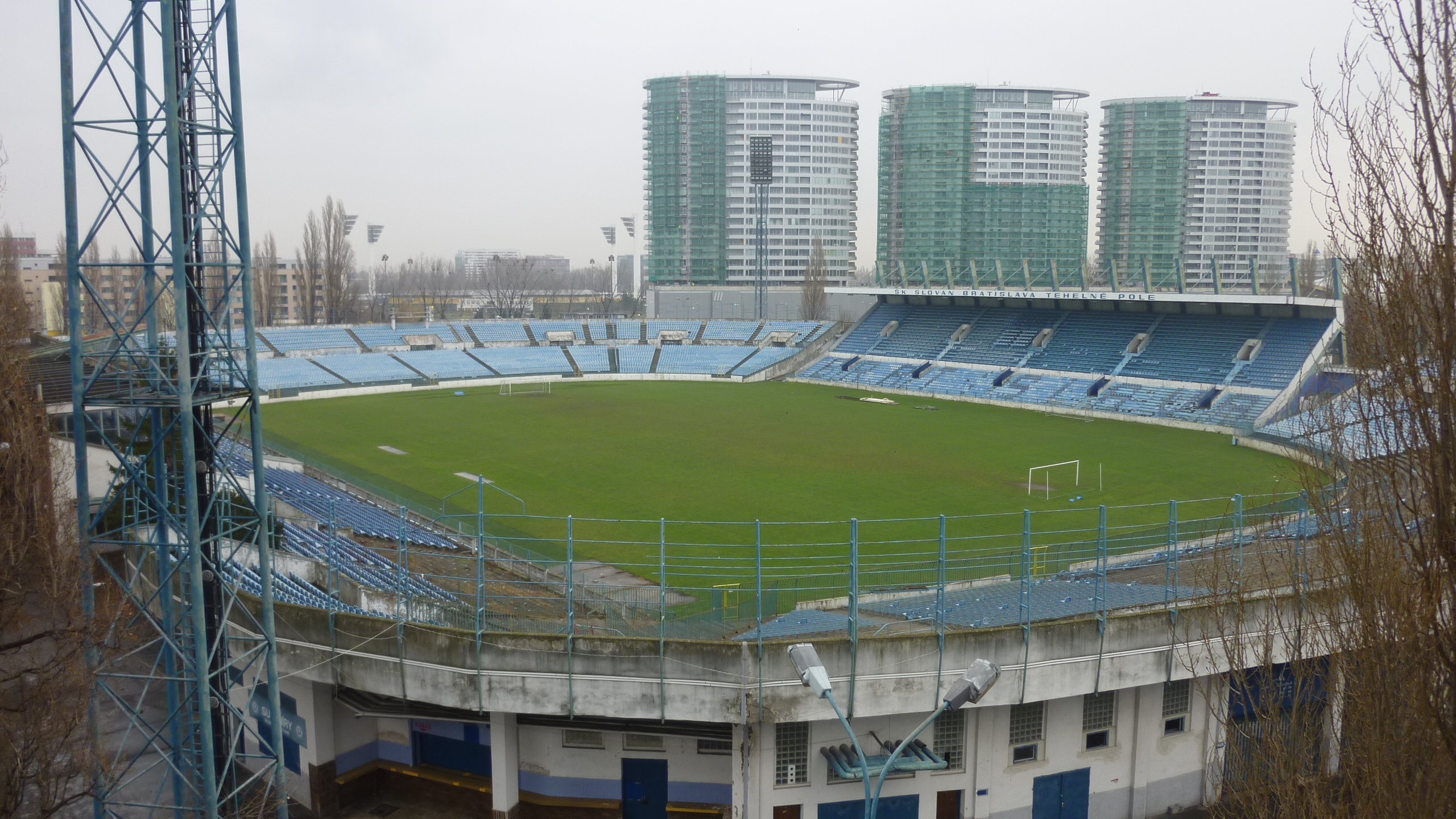
Imagen del antiguo estadio.

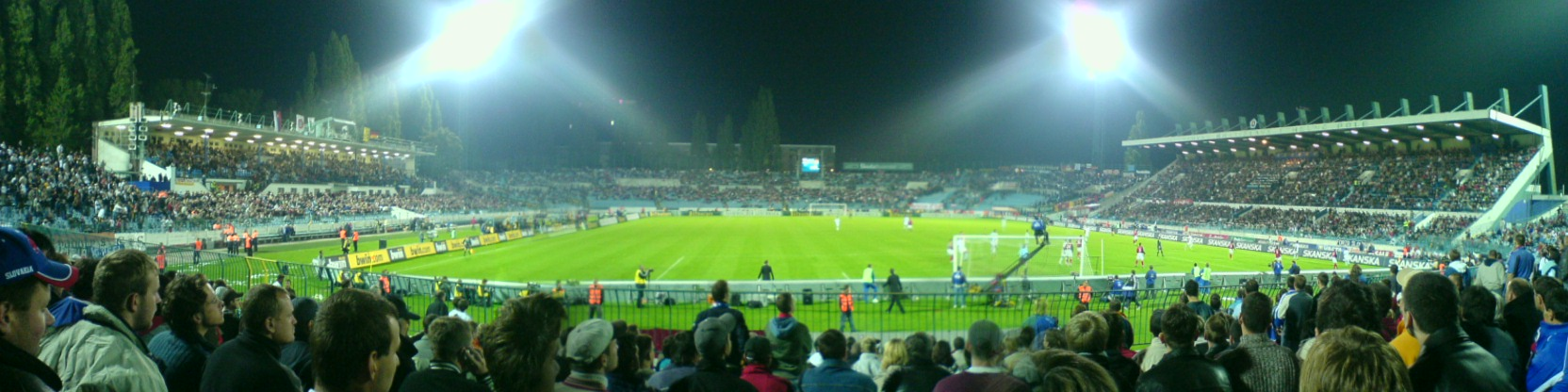
Panorámica del antiguo estadio.

La construcción del recinto comenzó en 1939, durante la Primera República Eslovaca, cuando la Alemania Nazi ocupó Checoslovaquia. La construcción duró desde 1939 hasta 1944, pero su inauguración fue celebrada el 27 de octubre de 1940, con un encuentro entre el SK Slovan Bratislava, equipo local de la ciudad, y el club alemán Hertha Berlín, que terminó en empate 2-2.
En su inauguración, el estadio tenía una capacidad de 25 000 asientos. Esta capacidad se incrementó con la construcción de un segundo foro en 1961, para dar cabida a 45 000 espectadores, además de la instalación de un marcador, iluminación nocturna y renovación del césped, y fue utilizado como local por la selección de fútbol de Checoslovaquia.
Tras la disolución de Checoslovaquia en 1993, el Tehelné pole se convirtió en uno de los principales estadios del país. En los años 1990, el estadio fue modernizado y su capacidad se redujo a 30 000 localidades, todas de asiento. Es el segundo estadio más grande de Eslovaquia, tras el Všešportový areál de Košice, que tiene capacidad para 30 312 espectadores.
Durante la temporada 2005-2006, el Tehelné pole albergó los encuentros como local del FC Artmedia Bratislava en la Liga de Campeones de la UEFA, al no cumplir su estadio con las normas exigidas por la UEFA.
El estadio cerro sus puertas en noviembre de 2009 y posteriormente demolido en 2013, en su lugar se levantó el Nuevo Tehelné pole o Estadio Nacional de Fútbol con capacidad para 22 500 personas, con un gasto de unos 80 millones de euros financiados por el estado. La necesidad de un nuevo estadio se deriva de las normas establecidas por la UEFA en 2008, que no cumple ningún estadio en todo el país. 